# Cambarus nodosus
Cambarus nodosus är en kräftdjursart som beskrevs av R. W. Bouchard och Hobbs 1976. Cambarus nodosus ingår i släktet Cambarus och familjen Cambaridae. IUCN kategoriserar arten globalt som livskraftig. Inga underarter finns listade i Catalogue of Life.